# Эретрия (Лариса)
Эре́трия (греч. Ερέτρια) — деревня в Греции, на месте древнего одноимённого города. Расположена на высоте 294 метра над уровнем моря, в 12 километрах к юго-востоку от Фарсалы, в 42 километрах к югу от Ларисы, в 29 километрах к юго-западу от Волоса и в 175 километрах к северо-западу от Афин. Входит в общину (дим) Фарсала в периферийной единице Лариса в периферии Фессалия. Население 152 жителя по переписи 2011 года.
Национальная дорога 30 Кардица — Волос проходит в одном километре к югу от деревни.

## История
Древний город Эретрия находился на склоне холма высотой 651 метров над уровнем моря, к западу от современной деревни, на полпути к деревне Палеомилос. Город спускался по северному пологому склону до равнины Палеомилоса, а на юге упирался в высокую скалу. Он находился на горном хребте, которая отделяет внутреннюю часть Фессалии, разделяет восточную и западную часть Фессалийской долины. В древности хребет пересекали три пути, ведущие от равнины Алмироса на запад. Северный проходил около Эретрии, южный проходил недалеко от современной деревни Калитеи, рядом с акрополем древнего города Пефма Πεύμα, средний проходил около Филаки. К северу от Эретрии по долине Аэринона шел путь в Феры. Расположение города имело стратегическое значение, потому что здесь пересекались дороги Фарсал — Феры и Скотусса — Алос.
Эретрия принадлежала административно Фарсале.
Название города происходит от др.-греч. ἐρέσσω ή ἐρέττω «грести». Несоответствие название континентальному положению города объясненяется гипотезой о том, что город был либо основан, либо колонизирован портовым городом Эретрией на Эвбее. По преданию город основал Адмет, царь Фер, которому служил бог Аполлон. Согласно надписи, найденной в нижней части города, в Эретрии существовал культ Аполлона.
На вершине холма находился акрополь, нижний город также был укреплен стеной. Ширина стены достигает 2,5—3,0 метров, максимальная высота которой составляет более 4 метров. Стены имели не менее четырёх башен и не менее восьми ворот.
К востоку от города найдены руины теменоса.

## Сообщество Эретрия
В местное сообщество Эретрия входят пять населённых пунктов. Население 550 жителей по переписи 2011 года. Площадь 37,056 квадратных километров.
| Наименование    | Население (2011), человек |
| --------------- | ------------------------- |
| Айос-Хараламбос | 30                        |
| Арьитея         | 77                        |
| Аспройя         | 178                       |
| Палеомилос      | 113                       |
| Эритрея         | 152                       |

## Население
| Год  | Население, человек |
| ---- | ------------------ |
| 1991 | 319                |
| 2001 | 223                |
| 2011 | ↘ 152              |